# Harsholm
Harsholm är en ö i Finland. Den ligger i Skärgårdshavet och i kommunen Pargas i den ekonomiska regionen  Åboland i landskapet Egentliga Finland, i den sydvästra delen av landet. Ön ligger omkring 10 kilometer söder om Åbo och omkring 150 kilometer väster om Helsingfors.
Öns area är 19,5 hektar och dess största längd är 1 kilometer i öst-västlig riktning.